# Roland Scholz

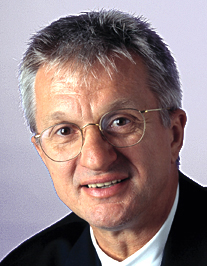
Roland W. Scholz (2002)

Roland Werner Scholz (* 15. April 1950 in Halle (Saale)) ist ein deutscher Mathematiker und Psychologe, sowie emeritierter Professor der ETH Zürich für Umweltnatur- und Umweltsozialwissenschaften. Scholz setzte sich für transdisziplinäre Forschung ein und unterstützte Projekte sowie Studien mit großer Relevanz für die Praxis.

## Werdegang
Scholz studierte Mathematik in Marburg (mit dem Diplom 1976) and Psychologie in Mannheim, wo er 1979 in Sozialpsychologie promovierte und sich 1987 in kognitiver Psychologie habilitierte. Von 1976 bis 1983 war er wissenschaftlicher Mitarbeiter für sozial- und wirtschaftspsychologische Entscheidungsforschung der Universität Mannheim. Er wechselte in den 1980er Jahren aus der Grundlagenforschung in die Umweltwissenschaften. 1988 Gründete er die Gesellschaft für Organisation und Entscheidung (GOE), ein privatwirtschaftliches Forschungs- und Beratungsinstitut.
Scholz war 1993 bis 2012 Inhaber eines Lehrstuhls für Umweltwissenschaften (Schnittfeld von Natur- und Sozialwissenschaften) an der ETH Zürich. Nach seiner Emeritierung 2013 an der ETH Zürich ist er Privatdozent an der Universität Zürich für Psychologie und an der School of Public Leadership, University of Stellenbosch (Südafrika). Von 2013 bis 2014 war er Projektleiter an dem im Aufbau befindlichen Institute for Material Recycling and Resources Strategies (IWKS, Alzenau, Deutschland) der Fraunhofer-Gesellschaft. In den Jahren 2001/2002 war er König Carl XVI Gustaf Professor an der Chalmers University of Technology (Schweden). Scholz war zudem Gastprofessor oder Gastwissenschaftler an den Universitäten MIT (Cambridge), Harvard, Carnegie Mellon (Pittsburgh), Leuphana Universität Lüneburg (Deutschland), Graz der BOKU Wien und der Donau-Universität Krems (Österreich), Universität Göteborg sowie an der Universität Stellenbosch (Südafrika) und der PUCRS, Monte Alegre (Brasilien). Seit 2003 bietet er außerdem via Scholz Technology Transition Management Consulting (STTM) Dienstleistungen an.
Scholz war von 2012 bis 2018 Senior Advisor der Fraunhofer-Gesellschaft, zuletzt am Fraunhofer-Institut für Grenzflächen- und Bioverfahrenstechnik IGB (Stuttgart, Deutschland). Zudem ist Scholz seit 2015 als Chief Senior Scientist und Gastprofessor an der Donau-Universität Krems am Department für Wissens- und Kommunikationsmanagement tätig und befasst sich seit 2015 mit dem Themengebiet Sustainable Digital Environments. Seit dem Jahr 2018 ist Scholz am Institute for Advanced Sustainability Studies (IASS) in Potsdam (Deutschland) tätig und leitete bis Ende 2021 zusammen mit Ortwin Renn das Projekts Digitale Daten als Gegenstand eine transdisziplinären Prozesses (DiDaT).

## Wissenschaftliche Arbeit
Scholz befasste sich mit Spieltheorie und Entscheidungstheorie, Systemanalyse und Umwelt-Modellierung und Risikoabschätzung, speziell in Fragen von ökologisch nachhaltigen Systemübergängen (urbane und regionale Systeme, Organisationen, Entscheidungsprozesse). Die Professur für Umweltnatur- und Umweltsozialwissenschaften (UN&S) an der ETH hatte drei Arbeitsbereiche: Forschung, Betreuung des Berufspraktikums und die sogenannte Fallstudie.
Er ist einer der Pioniere und Entwickler der transdisziplinären Forschung. Seine dafür angewendete Methode wurde auf komplexen Umweltfragestellungen anwendet und wegen ihrer Lösungsorientierung geschätzt. Seit 1993 führte er jährlich tranzdisziplinäre Projekte zur nachhaltigen Transformation von urbanen und ländlichen Systemen, wirtschaftlicher Organisationen und politischen Prozessen durch. Dabei setzte er auf einen hohen Praxisbezug und bezog Studierende ein um diese konkreten Fragestellungen zu lösen. Er veröffentlichte 1996 die Fallstudie "Zentrum Zürich Nord - Stadt im Aufbruch". Weitere Beispiele sind Fragestellungen zur Bodennutzung im Klettgau, nachhaltigen Entwicklung im Appenzell-Ausserrhoden oder eine Studie, die 2001 vorgestellt wurde und in Kooperation mit der SBB Umweltvorteile des Schienenverkehrs untersuchte. Er war ebenfalls wissenschaftlicher Ko-Leiter des Global TraPs-Projekt, dem ersten globalen transdisziplinären Projekt, welches sich mit nachhaltigem Phosphormanagement beschäftigt.
Scholz hat als (Mit-)Autor oder Herausgeber an mehr als 40 wissenschaftliche Bücher und war (Ko-)Autor von mehr als 400 wissenschaftlichen Artikeln. Diese wissenschaftliche Beiträge sind in den letzten Jahren vor allem den Umweltwissenschaften, Nachhaltigkeitswissenschaften zuzuordnen. Scholz publizierte aber auch Arbeiten in der Risiko- und Entscheidungsforschung, den Gesundheitswissenschaften, in Bereichen der Psychologie, der Ökonomie und Organisationswissenschaften, sowie in der Didaktik der Mathematik.

## Hauptwerke
- R. W. Scholz, A. H. Roy, F. S. Brand, D. T. Hellums, A. E. Ulrich (Hrsg.): Sustainable phosphorus management: a global transdisciplinary roadmap. Springer, Berlin 2014.
- R. W. Scholz: Environmental Literacy in Science and Society: From Knowledge to Decisions. Cambridge University Press, Cambridge 2011.
- R. W. Scholz, O. Tietje: Embedded Case Study Methods: Integrating Quantitative And Qualitative Knowledge. Sage, Thousand Oaks 2002.
- J. T. Klein, W. Grossenbacher-Mansuy, R. Häberli, A. Bill, R. W. Scholz, M. Welti (Hrsg.): Transdisciplinarity: Joint problem solving among science, technology, and society. An effective way for managing complexity. Birkhäuser, Basel 2001.
- R. Biehler, R. W. Scholz, R. Strässer, B. Winkelmann (Hrsg.): Didactics of mathematics as a scientific discipline. Kluwer, Dordrecht 1994.
- R. W. Scholz: Cognitive strategies in stochastic thinking. Reidel, Dordrecht 1987.
- R. W. Scholz (Hrsg.): Decision Making under Uncertainty. Vol. 16, Elsevier, Amsterdam 1983.
- R. W. Scholz: Dyadische Verhandlungen: Eine theoretische und experimentelle Untersuchung von Vorhersagemodellen unter der besonderen Berücksichtigung von Anspruchsniveau-Vorhersagemodellen. Meisenhain am Glan, Anton Hain 1980.